# Montevarchi Calcio Aquila 1902 2003-2004
Questa pagina raccoglie le informazioni riguardanti il Montevarchi Calcio Aquila 1902 nelle competizioni ufficiali della stagione 2003-2004.

## Rosa
| N. |                   | Ruolo | Calciatore           |
| -- | ----------------- | ----- | -------------------- |
|    | Italia (bandiera) | A     | Antonio Arcadio      |
|    | Italia (bandiera) | A     | Massimiliano Benfari |
|    | Italia (bandiera) | P     | Federico Bigliazzi   |
|    | Italia (bandiera) | C     | Antongiulio Bonacci  |
|    | Italia (bandiera) | D     | Luca Cacioli         |
|    | Italia (bandiera) | A     | Marco Cellini        |
|    | Italia (bandiera) | C     | Jonathan Cusini      |
|    | Italia (bandiera) | C     | Massimo Dalle Nogare |
|    | Italia (bandiera) | A     | Oscar Di Matteo      |
|    | Italia (bandiera) | D     | Andrea Galeotti      |
|    | Italia (bandiera) | D     | Mirko Garaffoni      |
|    | Italia (bandiera) | C     | Roberto Gemmi        |
|    | Italia (bandiera) | D     | Enrico Gutili        |

| N. |                   | Ruolo | Calciatore           |
| -- | ----------------- | ----- | -------------------- |
|    | Italia (bandiera) | C     | Omar Lepri           |
|    | Italia (bandiera) | D     | Claudio Mastropasqua |
|    | Italia (bandiera) | D     | Nicola Novani        |
|    | Italia (bandiera) | A     | Ciro Olivieri        |
|    | Italia (bandiera) | C     | Gianluca Panisson    |
|    | Italia (bandiera) | D     | Andrea Redditi       |
|    | Italia (bandiera) | D     | Riccardo Rocchini    |
|    | Italia (bandiera) | C     | Manuel Scalise       |
|    | Italia (bandiera) | P     | Francesco Scotti     |
|    | Italia (bandiera) | C     | Lorenzo Spagnoli     |
|    | Italia (bandiera) | C     | Alessandro Spinazzi  |
|    | Italia (bandiera) | A     | Lorenzo Tarpani      |